# Смертельно красивые
Смертельно красивые (англ. Pretty Deadly) — британская команда в рестлинге, состоящая из Элтона Принса (англ. Elton Prince, род. 1997) и Кита Уилсона (англ. Kit Wilson, род. 1994). В настоящее время они выступают в WWE на бренде SmackDown. Они бывшие двукратные командные чемпионы NXT и однократные командные чемпионы NXT UK.

## Карьера в рестлинге

### Независимая сцена (2015—2020)
Хаули и Стокер дебютировали в качестве команды 2 февраля 2019 года на шоу Hustle Wrestling в Энфилде, победив Джастина Кейса и Джастина Винчибла в матче команд. Однако они до этого однажды выступили в команде под названием Greased Lightning в матче против Лэнса Лоуренса и Оливера Мира на эпизоде WrestleForce в Бейзингстоке 14 ноября 2015 года. Стокер ранее был известен под именем Сэмми Смуф. После этого они оба вернулись к выступлениям в качестве одиночных рестлеров. Они также известны своими выступлениями в таких рестлинг-промоушенах, как Progress Wrestling и Revolution Pro Wrestling. Во время их участия в International Pro Wrestling: United Kingdom, они выиграли командное чемпионство IPW:UK как Pretty Bastards и один раз как The Collective, также объединившись с Джеймсом Каслом как трио по правилу вольных птиц.

## Титулы и достижения
- International Pro Wrestling: United Kingdom
  - Командные чемпионы IPW:UK (2 раза) — (1) с Джеймсом Каслом[6][7]
- WWE
  - Командные чемпионы NXT (2 раза)[8]
  - Командные чемпионы NXT UK (1 раз)[9][10]